# 備中広瀬駅
備中広瀬駅（びっちゅうひろせえき）は、岡山県高梁市松山字新田古川筋にある、西日本旅客鉄道（JR西日本）伯備線の駅である。駅番号はJR-V11。

## 歴史
- 1926年（大正15年）6月20日：鉄道省伯備南線（現・伯備線）美袋駅 - 木野山駅間延伸時に開設[1]。
- 1928年（昭和3年）10月25日：伯備南線が伯備線に改称、当駅もその所属となる。
- 1963年（昭和38年）4月1日：貨物取扱廃止[1]。
- 1971年（昭和46年）10月1日：荷物扱い廃止[2]、無人駅化[3]。
- 1987年（昭和62年）4月1日：国鉄分割民営化に伴い、JR西日本の駅となる[1]。
- 2007年（平成19年）
  - 7月3日：ICOCA対応簡易型自動改札機設置。
  - 9月1日：ICカード「ICOCA」の利用が可能となる。
- 2018年（平成30年）
  - 7月7日：平成30年7月豪雨に伴い駅全体が水没。
- 2025年（令和7年）7月：新駅舎供用開始。

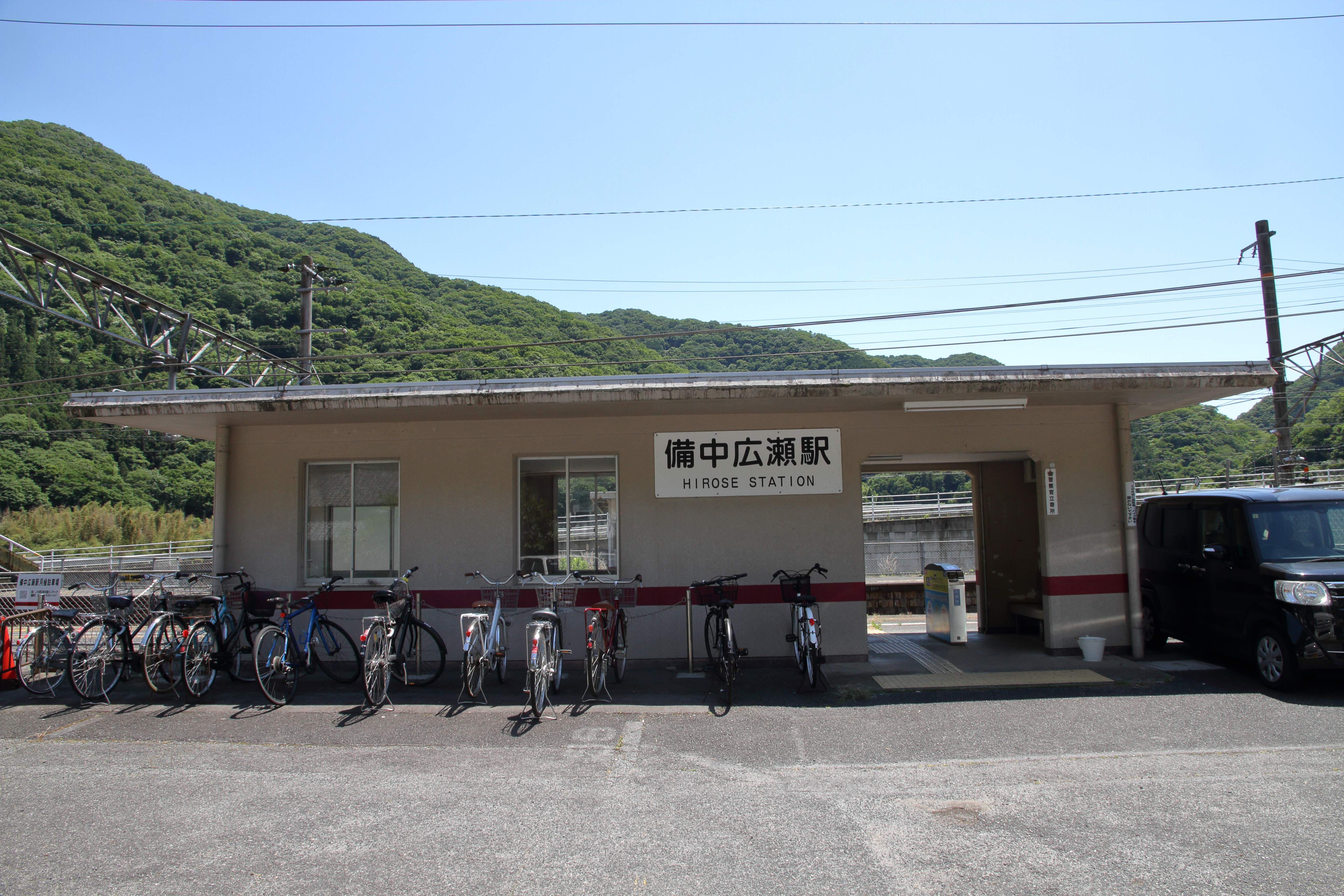
旧駅舎（2024年5月）

## 駅構造
相対式ホーム2面2線を有する地上駅。駅舎は上りホーム側にあり、両ホームは跨線橋で連絡している。構内に分岐器が無いにもかかわらず、場内・出発信号機を備えており、閉塞境界となっている。トイレは未設置である。
平成30年7月豪雨により駅全体が水没したことを受けて駅舎を緊急避難施設に改築された。１階が駅施設、２階が避難施設になっており、屋上も整備されている。
倉敷駅管理の無人駅。ICOCA利用可能駅（相互利用可能ICカードはICOCAの項を参照）。駅舎内には簡易型自動改札機が設置されているが、自動券売機の設置はない。

### のりば
| のりば | 路線   | 方向 | 行先           |
| ------ | ------ | ---- | -------------- |
| 1      | 伯備線 | 上り | 倉敷・岡山方面 |
| 2      | 伯備線 | 下り | 新見・米子方面 |

※以前はのりば番号標が無かったが、2020年時点では運転指令上の番線番号に基づいてのりば番号が設定されている。

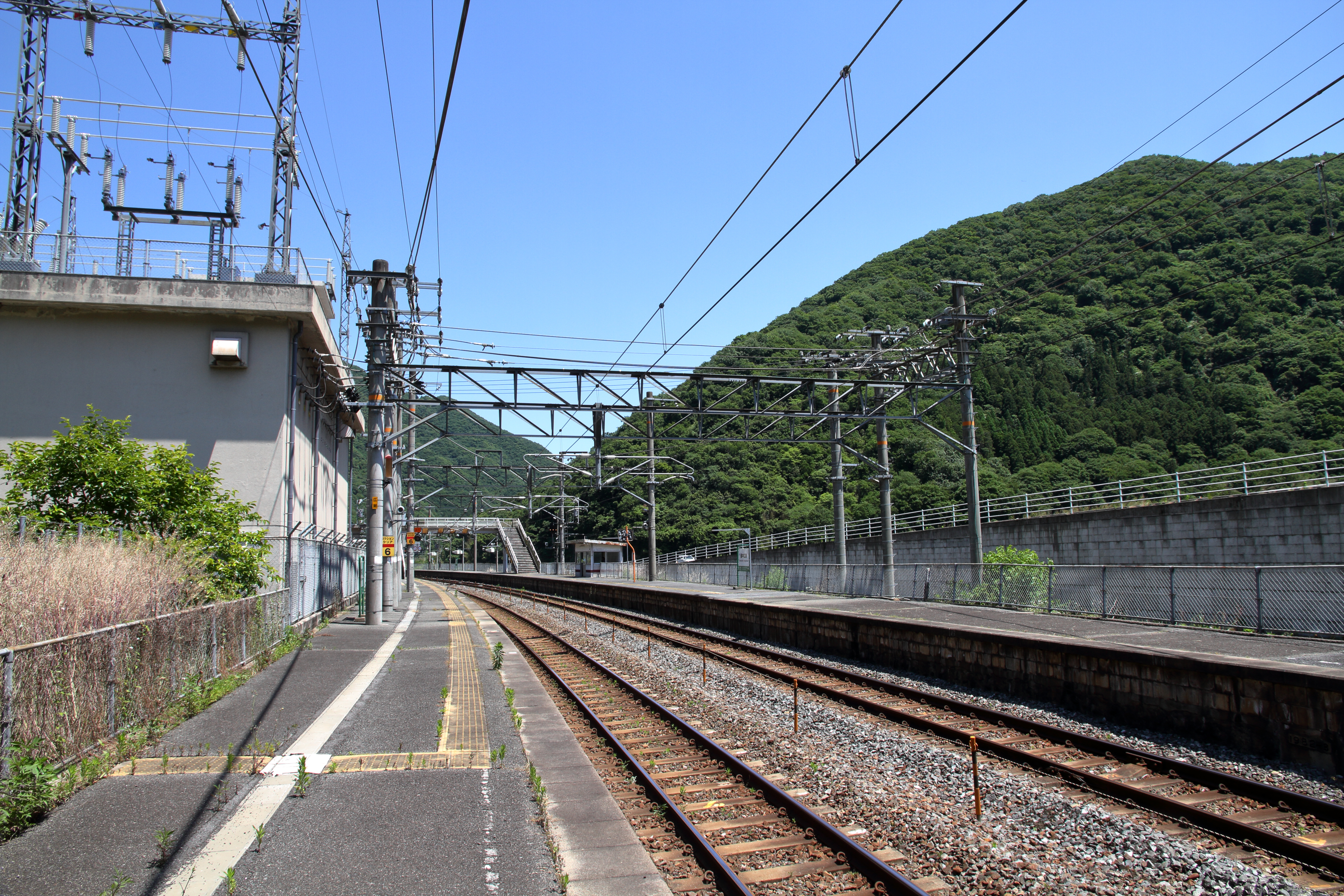
構内（2024年6月）

## 利用状況
近年の1日平均乗車人員の推移は以下の通り。
| 乗車人員推移 | 乗車人員推移 |
| 年度         | 1日平均人数  |
| ------------ | ------------ |
| 1999         | 139          |
| 2000         | 142          |
| 2001         | 129          |
| 2002         | 128          |
| 2003         | 122          |
| 2004         | 116          |
| 2005         | 112          |
| 2006         | 109          |
| 2007         | 104          |
| 2008         | 98           |
| 2009         | 89           |
| 2010         | 87           |
| 2011         | 88           |
| 2012         | 90           |
| 2013         | 87           |
| 2014         | 79           |
| 2015         | 74           |
| 2016         | 68           |
| 2017         | 60           |
| 2018         | 53           |
| 2019         | 54           |
| 2020         | 40           |
| 2021         | 43           |

## 駅周辺
- 高梁玉川郵便局
- 高梁市立玉川小学校
- 高梁川
- 国道180号
- 岡山県道293号宇戸谷高梁線

## その他
- ICOCAの使用履歴について、当駅は「備広瀬」と表記されている。

## 隣の駅
西日本旅客鉄道（JR西日本）
 伯備線
美袋駅 (JR-V10) - 備中広瀬駅 (JR-V11) - 備中高梁駅 (JR-V12)